# Epirhyssa moiwana
Epirhyssa moiwana là một loài tò vò trong họ Ichneumonidae.